# Kloster Marienhausen
Marienhausen war ein Zisterzienserinnenkloster bei Aulhausen, einem Stadtteil von Rüdesheim am Rhein im Rheingau-Taunus-Kreis in Hessen.

## Geographische Lage
Marienhausen grenzt nordöstlich an den alten Dorfkern von Aulhausen, liegt aber jenseits des Eichbachs, der nach Westen dem Rhein bei Assmannshausen zufließt. Wenige hundert Meter bachaufwärts befindet sich das benachbarte St. Vincenzstift am Fuße des Ebentals.

## Geschichte
Die Existenz als Kloster der Zisterzienserinnen lässt sich bis in das Jahr 1189 zurückverfolgen, als es dem Kloster Eberbach unterstellt wurde. Es wurde damals als cella sororum Clarevallensis ordinis in loco, qui Hvsen dicitur bezeichnet. Gründer des Klosters war möglicherweise der Mainzer Vitztum Konrad (bezeugt 1171–1173, gestorben vor 1181). Sein Sohn Gisilbert von Rüdesheim war Klostervogt, bis seine Rechte zur Zeit des Erzbischofs Konrad I. von Mainz im Jahr 1189 abgelöst wurden; vermutlich ist das Kloster jedoch deutlich älter. So wurde bereits 1180 das Kloster Kumbd bei Simmern mit Nonnen aus Marienhausen gegründet.
1219 weihte der Erzbischof die Klosterkirche. Das Kloster wurde nach und nach mit Rodungsland und Waldstücken im Kammerforst ausgestattet und auch mit Gütern in der Umgebung, auch jenseits des Rheins, namentlich in Oberheimbach, Niederheimbach, Grolsheim und Diebach. Wegen der Schafhaltung des Klosters kam es im 14. Jahrhundert zu Auseinandersetzungen zwischen den Nonnen und der Aulhausener Dorfbevölkerung. Um die kargen Wiesen zu schonen, begrenzte Erzbischof Gerlach von Nassau schließlich im Jahr 1352 die Schafhaltung auf 500 Tiere. Das Kloster erlangte mehrere päpstliche Schutzbriefe im 13. Jahrhundert.
Marienhausen war das älteste von drei Klöstern der Zisterzienserinnen im Rheingau, zu denen auch Kloster Tiefenthal und Kloster Gottesthal zählten. Die Namensform Marienhausen setzte sich seit der zweiten Hälfte des 16. Jahrhunderts durch.
Im Jahr 1745 bestand der Konvent aus 22 Chor- und sechs Laienschwestern. Die Klostergebäude wurden 1752–1753 neu errichtet. Die Nonnen verstanden es offenbar, den Fortbestand des Klosters auch dadurch über Jahrhunderte zu sichern, weil sie gut wirtschafteten. Als der Rheingau 1803 zum Herzogtum Nassau kam, waren die geordneten wirtschaftlichen Verhältnisse für die herzoglichen Inspektoren jedenfalls Grund genug, Marienhausen in jenem Jahr von der Säkularisation auszunehmen, anders als etwa Kloster Eberbach. Erst im Februar 1811 hob Herzog Friedrich August das Kloster in einer zweiten Welle der Säkularisation auf. Teile der Innenausstattung wurden in verschiedene Klöster und Kirchen sowie in das Diözesanmuseum Limburg verbracht. Gegen entsprechende Entschädigung wurden neben der Äbtissin und Priorin acht Nonnen und drei Laienschwestern aus dem Klosterleben entlassen.
Durch Verkauf ging die Klosteranlage als Eigentum an den Freiherrn Hans Carl von Zwierlein in Geisenheim über. Das Bistum Limburg erwarb die Gebäude 1888. Im Jahr 1889 übersiedelte die Diözesanrettungsanstalt „Zum Heiligen Josef“ der Armen Dienstmägde Jesu Christi unter Prälat Matthäus Müller von Marienstatt im Westerwald hierher. Die Klosteranlage diente nun für bis zu 200 Kinder und Jugendliche als Knabenerziehungsanstalt.
Durch einen Brand wurde das Kloster 1915 stark beschädigt und 1925 wieder aufgebaut. 1924 richteten die Salesianer Don Boscos hier eine klösterliche Gemeinschaft ein und übernahmen das Kinder- und Jugendheim. Bis zum Jahr 1991 wurde die Anzahl der Plätze schrittweise auf unter 40 Plätze gesenkt.

## Gegenwart
1991 übernahm die Stiftung St. Vincenzstift Aulhausen und Rettungsanstalt zum Hl. Josef die Trägerschaft von den Salesianern. Der neue Träger richtete hier ein Sonderpädagogisches Zentrum und die Jugendhilfe Marienhausen ein. Diese bietet als Jugendhilfeverbund für bis zu 65 Kinder und Jugendliche mit entwicklungsbedingten Defiziten im persönlichen, sozialen und schulischen Leistungsverhalten eine differenzierte Betreuung in Wohn- und Tagesgruppen an mehreren Standorten im Rheingau an.
2010 wurde mit der Renovierung der Klosterkirche begonnen. Das Atelier Goldstein der Lebenshilfe Frankfurt am Main gestaltete mit Künstlern mit Beeinträchtigung das Gotteshaus in modernen Formen neu. Die Arbeiten wurden bis zur 825-Jahr-Feier der Kirche im Juni 2014 abgeschlossen. Zu diesem Anlass kehrte auch ein mittelalterlicher Pultträger in Form eines Atzmanns aus dem Limburger Museum wieder an seinen Ursprungsplatz in der Marienkirche zurück.

## Glocken
Die 3 Glocken des früheren Geläutes, wurden 1893, von der Firma Pfeifer in Kaiserslautern geliefert. Die heutigen Bronzeglocken wurden 1963 von Friedrich Wilhelm Schilling in Heidelberg gegossen. Laut dem Glockengutachten von Hubert Foersch handelt es sich um ein Geläut von sehr guter Klangqualität.
Geläutedisposition: d″-1 – e″-1 – g″+/-0
| Nr. | Name      | Masse (kg) | Ø (mm) | Schlagton (16tel) | Abklingdauer (Sec.) | Klangverlauf           | Gussjahr | Glockengießer  | Inschrift                                                                                   |
| 1   | Maria     | 241        | 712    | d2-1              | 53                  | absolut ruhig u. glatt | 1963     | F.W. Schilling | MARIA HILFE DER CHRISTEN / BITTE FÜR UNS, Gießerzeichen, 1963.                              |
| 2   | Josef     | 175        | 638    | e2-1              | 47                  | absolut ruhig u. glatt | 1963     | F.W. Schilling | HEILIGER JOSEF / BANNE DIE NOT / HILF UNS IM LEBEN / STÄRK UNS IM TOD, Gießerzeichen, 1963. |
| 3   | Don Bosco | 104        | 536    | g2+/-0            | 38                  | absolut ruhig u. glatt | 1963     | F.W. Schilling | VATER BOSCO: SEGNE UNS / DEN RECHTEN WEG WIR GEHEN, Gießerzeichen, 1963.                    |

## Personen
Theodor Seelbach war Direktor in Marienhausen (1927 bis 1931 sowie 1952 bis 1954).
Der als Serienmörder bekannte Jürgen Bartsch war seit 1958, seit seinem zwölften Lebensjahr, für mehrere Jahre der Heimerziehung in Marienhausen unterworfen.